# Кула Светог Саве у Сењу
Кула Светог Саве или кула Шабац је једна од кула у Сењу у Хрватској.

## Називи
Франц Ваничек, први писац историје Војне крајине, у првој књизи Историје Војничке крајине (из 1875., пријевод на српски је из 1881.) наводи ову кулу као светосавску кулу. И хрватизирани Буњевац родом из Смиљана, Драгутин Франић, у својој путописној књизи С ђацима; кроз Босну - Херцеговину, Црну Гору, Далмацију, Јадранско море, Истру (Трст, Млетке, Ријеку) и Хрватску, из 1901. године, је наводи под тим именом, као прастару кулу Св. Саве. Новији хрватски историчари у својим текстовима о овој кули не наводе податак да је у другој половини 19. и почетком 20. вијека (свакако и раније) ова кула у народу називана по Светом Сави. Преименована је и данас је називају кула Шабац. Анте Главичић у тексту Обнова старих зидина и кула града Сења (2000.), игноришући старије називање куле по Светом Сави, износи своје претпоставке да је име добила по светој Саби (Сабини), која је ту негдје уз касноантичку некрополу могла имати своје светиште.

## Историја
Изграђена је у 15. вијеку  и једна је од неколико кула у саставу раније утврђеног града Сења. Налази се уз морску обалу. Западни бедеми града, уз обалу мора су касније порушени, због ширења града, а остали су дјеломично или потпуно сачувани и обнављани. Кружног је облика. Унутрашње димензије су 5.50 m, а висина укошених бедема је преко 10 m. Састојала се од високог приземља и два до три спрата са кровиштем и грудобраном, подигнутим на конзолама. Изграђена је од камених грубо притесаних квадара, слаганих у хоризонталне низове. На спратовима су отвори за велике и мале топове, који су својом ватреном моћи бранили луку и град од напда непријатеља с мора. Крајем 18. и током 19. вијека, уз куле Св. Саве, Мера и Наша изграђени су велики и пространи магазини, спремишта соли, жита и дрвене грађе. Као и кула папе Лава X, од 18. вијека, губи значај као фортиикација и претвара се у обично складиште. Драгутин Франић о кули Светог Саве пише: ...С морске стране нема већ никаквих зидина ни кула, а посљедњи остатак, прастара кула св. Саве, узидан је у угао у трговачку магазу. Око 1900. кула се нашла у комплексу зидина монументалне грађевине, зване Први хрватски приморски паромлин и Творнице тијеста Арт, власника трговца Поксића. За вријеме Другог свјетског рата при њемачком бомбардовању Сења, 7. и 8. октобра 1943., срушени су стари магазини, а кула је оштећена. Године 1955. у вријеме обнове Сења на простору куле Светог Саве изграђена је нова једноспратна зграда Лучке капетаније, која тој сврси служи и до данас. У тој обнови града, половином 20. вијека, било је настојања да се кула Светог Саве сруши, али је од рушења спашена и обновљена, залагањем сењског конзерватора др Вука Крајача. Пошто је кула на удару силне буре, леда и посолице, имала је више обнова, а посљедња је била 1997.

## Галерија
- Спомињање куле под светосавским именом код Чеха Франца Ваничека.
- Спомињање куле под светосавским именом код Хрвата Драгутина Франића.
- Поглед на дио Сења, тврђаву Нехај, и десно - уз море, кулу Светог Саве.